# Incilius fastidiosus
Incilius fastidiosus är en groddjursart som först beskrevs av Cope 1875.  Incilius fastidiosus ingår i släktet Incilius och familjen paddor. IUCN kategoriserar arten globalt som akut hotad. Inga underarter finns listade i Catalogue of Life.